# Einar Lemche
Einar Lemche (* 23. November 1939 in Gentofte) ist ein dänischer Beamter und Diplomat.

## Leben
Einar Lemche wurde 1939 als Sohn des dänischen Beamten Karsten Mourier Lemche (1901–1977) und der österreichischen Kulturvermittlerin Ruthilt Dietgard Carola Henzel (1911–1993) geboren. Sein Onkel war der Zoologe Henning Mourier Lemche (1904–1977). Seine Großmutter väterlicherseits war unter anderem eine Ururenkelin von Lorenz Spengler (1720–1807), Ove Høegh-Guldberg (1731–1808) und Johann Friedrich von Bardenfleth (1740–1811). Einar Lemche ist seit 1986 verheiratet mit der Grönländerin Ane Lise Berthelsen (* 1942), einer Schwester von Per Berthelsen (* 1950).
Einar Lemche schloss 1963 ein Jurastudium ab. Im Folgejahr wurde er am Grønlandsministeriet angestellt. 1983 wurde er Berater des Dänemarkbüros der grönländischen Regierung. Von 1985 bis 1988 war er Direktor des Erwerbsdirektorats der Regierung, bevor er von 1988 bis 1998 wieder Berater und zudem von 1995 bis 1996 Direktor im Dänemarkbüro war. 1998 wurde er zum grönländischen Repräsentanten in Dänemark ernannt, was er bis 2007 blieb.
Einar Lemche hatte zahlreiche Ämter inne, die sich häufig mit Fischerei- und Walfangfragen beschäftigten. Von 1973 bis 1985 war er der dänische Vertreter in der Internationalen Walfang-Kommission (IWC) und ab 1981 deren Vizevorsitzender. Von 1976 bis 1978 war er Vorsitzender der Robben-Gruppe der International Convention for the Northwest Atlantic Fisheries (ICNAF). 1987 war er Vorsitzender der grönländischen Lachskommission bei der North Atlantic Salmon Conservation Organization (NASCO) und von 1996 bis 2000 NASCO-Präsident. Von 1991 bis 1992 war er Vorsitzender von NAC, der Vorgängerorganisation der North Atlantic Marine Mammal Commission (NAMMCO) und von 1994 bis 1998 Vorsitzender des Verwaltungskomitees von NAMMCO und deren Stiftungsvorsitzender von 1994 bis 1996. 1991, 1993 und 1995 war er Vorsitzender der grönländisch-kanadischen Gemeinschaftskommission für Weißwale und Narwale. Von 1991 bis 1993 war er Vorsitzender des Komitees für Fischereikontrolle der Nordwestatlantischen Fischereiorganisation (NAFO) und NAFO-Präsident von 1993 bis 1995. Von 1991 bis 1994 war er IWC-Arbeitsgruppenleiter für Kleinstilwalfang und dann bis 1996 Leiter der Arbeitsgruppe für Inspektion und Kontrolle. Von 1998 bis 2000 leitete er die grönländische Delegation bei den Fischereiverhandlungen mit der EU. 2000 wurde er Präsident der Nordostatlantischen Fischerei-Kommission (NEAFC).
Am 15. November 1996 erhielt er den Nersornaat in Silber und 2001 wurde er zum Ritter des Dannebrogordens ernannt.